# Мавзолей Михайла Барклая-де-Толлі
57°59′56″ пн. ш. 26°02′11″ сх. д. / 57.998979° пн. ш. 26.036353° сх. д.
Мавзолей Михайла Барклая-де-Толлі — родинна усипальня російського полководця, учасника франко-російської війни 1812 року, генерал-фельдмаршала Михайла Барклая-де-Толлі розташована на високому західному березі річки Вяйке Емайигі за півтора кілометра на північ від родинної садиби Барклаїв-де-Толлі у естонському селі Йиґевесте. Крім фельдмаршала тут спочиває його дружина Олена Іванова; поруч із усипальнею знаходиться могила їхнього сина Ернеста Магнуса Барклая-де-Толлі і, можливо, його дружини — Леокадії Клементини. Нині це одна із головних пам'яток Південної Естонії, у стінах якої працює музей; внесена до реєтру пам'яток культури Естонії за № 23 088.

## Передісторія
Михайло Барклай-де-Толлі помер 14 [26] травня 1818 року на мизі Штилітцен (нині Калінінградська область Росії). Тіло фельдмаршала у супроводі почесної варти з німецьких солдатів доставили до російського кордону, де відбулася зміна варти. Відспівування відбулося у Ризі у соборі святого Якова, звідки вже забальзамоване тіло відправили до Йиґевесте.

## Будівля
Будівля мавзолею споруджена у 1823 році за ініціативи вдови фельдмаршала — Олени, за проєктом петербурзького архітектора Аполлона Феодосійовича Щедріна. Головний фасад вирішений у стилі високого класицизму. За своєю формою він символізує тріумфальну арку. На фронтоні портика вміщено герб Барклая-де-Толлі та його девіз: «Вірність і терпіння». Над фронтоном розташоване напівкругле вікно з кольоровим склом, що символізує Сонце, яке постійно освітлює могилу генера-фельдмаршала.

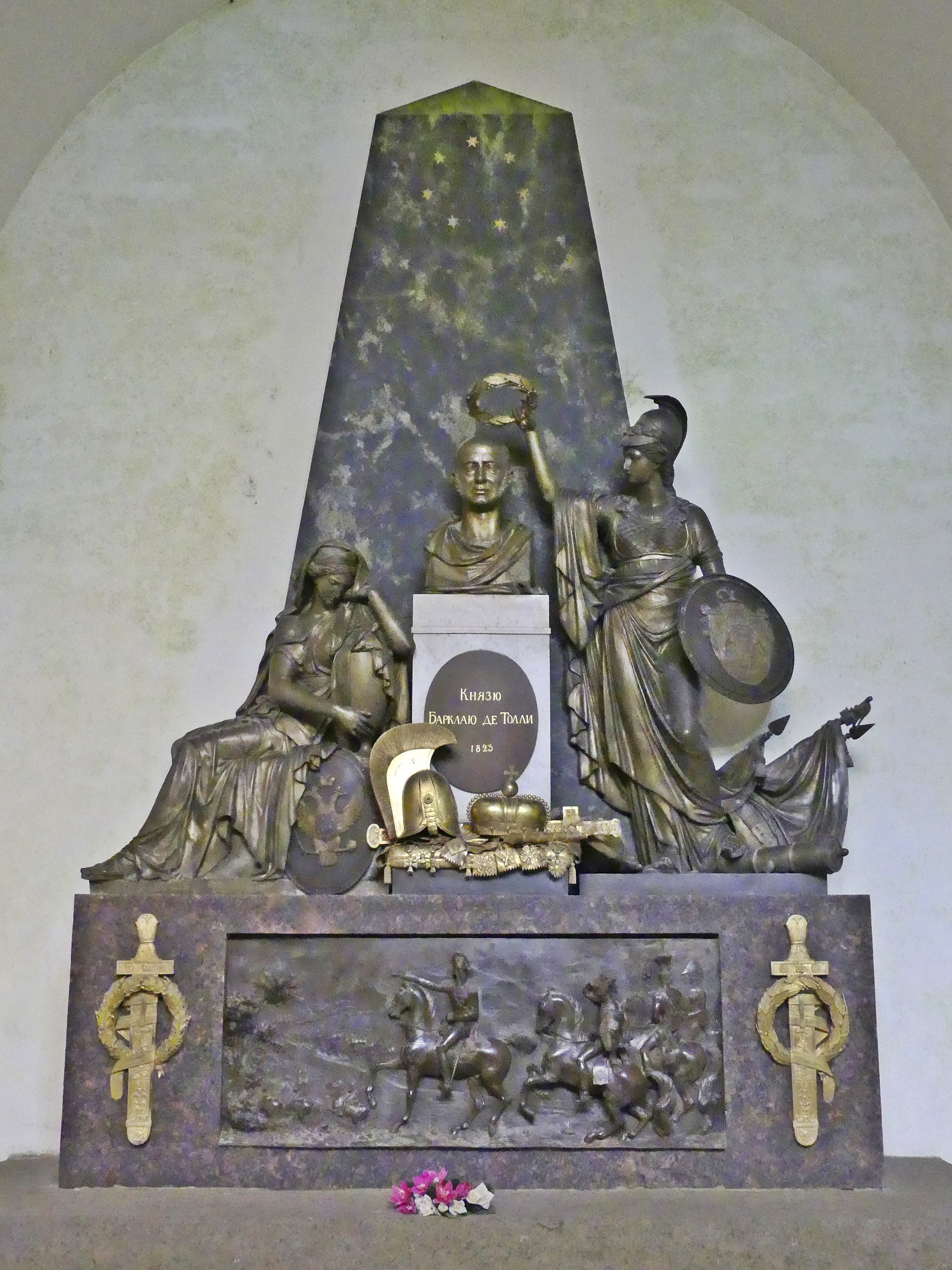

У склепінному підвальному поверсі мавзолею знаходяться саркофаги полководця та його дружини. У глибині інтер'єру розташована скульптурна група (скульптор Василь Демут-Малиновський). На тлі триметрового гранітного обеліска, на п'єдесталі з білого мармуру, стоїть бронзове погруддя полководця в натуральну величину, поряд з ним — фігура богині війни Афіни Паллади, яка вінчає героя лавровим вінком. З лівого боку погруддя — постать Скорботної Росії. Біля підніжжя погруддя — бронзова подушка з античним мечем, бойовими орденами, античним шоломом, княжою короною та фельдмаршальським жезлом. На цоколі пам'ятника — бронзовий рельєф, що зображує вступ російських військ у передмісті Парижа — Монмартр у 1814 році. Вінчає обеліск у верхній частині зображення семи зірок, розташованих по колу, що символізують сім великих перемог полководця.
На стінах мавзолею — меморіальні дошки з біографією воєначальника, перерахуванням походів та битв, у яких брав участь Барклай-де-Толлі. Написи виконані у старовинній орфографії з «ятями».

## Подальша історія
У роки німецько-радянської війни мавзолей зазнав вторгнення мародерів, проте практично не постраждав. Труна з тілом його дружини у воєнний час була розкрита, про що свідчила пошкоджена її оксамитова оббивка. Після закінчення війни все було відновлено. Востаннє труни з тілами фельдмаршала та його дружини відкривали у 1960-х роках. На той момент тіла померлих перебували в хорошому стані, а їхні обличчя були впізнавані. В даний час труни повністю закриті.